# Бирзешть (Васлуй)
Бирзешть, Бирзешті (рум. Bârzești) — село у повіті Васлуй в Румунії. Входить до складу комуни Штефан-чел-Маре.
Село розташоване на відстані 280 км на північний схід від Бухареста, 17 км на північний захід від Васлуя, 46 км на південь від Ясс.

## Населення
За даними перепису населення 2002 року у селі проживали 1104 особи, усі — румуни. Усі жителі села рідною мовою назвали румунську.